# Championnat de Belgique de rugby à XV 2009-2010
Navigation
Championnat 2008-2009 Championnat 2010-2011
Le Championnat de Belgique de rugby à XV 2009-2010 oppose les huit meilleures équipes belges de rugby à XV. Il débute le 13 septembre 2009 et s'achève par une finale disputée le 22 mai 2010 au stade du petit Heysel. Le Boitsfort Rugby Club remporte la compétition en battant l'ASUB Waterloo 20-16 en finale.

## Liste des équipes en compétition
| Berneau Schaerbeek Boitsfort Waterloo Ottignies Soignies Frameries Visé |

La compétition oppose pour la saison 2009-2010 les huit meilleures équipes belges de rugby à XV :
| - ASUB Rugby Waterloo - Boitsfort Rugby Club - Kituro Schaerbeek Rugby Club - RC Frameries | - RC Soignies - Rugby Club Visé - Rugby Coq Mosan - Rugby Ottignies Club |

## Résumé des résultats

### Classement de la phase régulière
| no | Club          | J  | V  | N | D  | F | PM  | PE  | Diff | Pts |
| -- | ------------- | -- | -- | - | -- | - | --- | --- | ---- | --- |
| 1  | ASUB Waterloo | 14 | 13 | 0 | 1  | 0 | 305 | 139 | +166 | 40  |
| 2  | Boitsfort RC  | 14 | 11 | 0 | 3  | 0 | 420 | 136 | +284 | 36  |
| 3  | Kituro RC (T) | 14 | 8  | 0 | 6  | 0 | 306 | 190 | +116 | 30  |
| 4  | RC Frameries  | 14 | 8  | 0 | 6  | 0 | 278 | 210 | +68  | 30  |
| 5  | RC Soignies   | 14 | 6  | 0 | 8  | 0 | 257 | 212 | +45  | 26  |
| 6  | Ottignies     | 14 | 4  | 0 | 10 | 0 | 119 | 367 | -248 | 22  |
| 7  | Coq Mosan     | 14 | 3  | 1 | 10 | 0 | 99  | 283 | -184 | 21  |
| 8  | RC Visé (P)   | 14 | 2  | 1 | 11 | 0 | 131 | 378 | -247 | 19  |

Le départage entre Kituro et Frameries pour l'obtention de la troisième place tient compte des résultats de leurs rencontres directes : Frameries 19 - 6 Kituro et Kituro 33 - 10 Frameries.
|  | Qualifiés pour la phase finale (no 1, no 2, no 3, no 4). |
|  | Relégué en Division 2 pour la saison 2010-2011 (no 8).   |
|  | T : tenant du titre 2009 • P : promu 2009                |

Attribution des points : victoire : 3, match nul : 2, défaite : 1, forfait : 0.
Règles de classement : ?

### Phase finale
|  | Demi-finales                                       | Demi-finales                                       |               |    | Finale                                 | Finale                                 |
|  | Demi-finales                                       | Demi-finales                                       |               |    | Finale                                 | Finale                                 |
|  |                                                    |                                                    |               |    |                                        |                                        |
|  | 16 mai 2010 au Complexe sportif du Pachy, Waterloo | 16 mai 2010 au Complexe sportif du Pachy, Waterloo |               |    | 22 mai 2010 au petit Heysel, Bruxelles | 22 mai 2010 au petit Heysel, Bruxelles |
|  | 16 mai 2010 au Complexe sportif du Pachy, Waterloo | 16 mai 2010 au Complexe sportif du Pachy, Waterloo |               |    | 22 mai 2010 au petit Heysel, Bruxelles | 22 mai 2010 au petit Heysel, Bruxelles |
|  | [1] ASUB Waterloo                                  | 36                                                 |               |    | 22 mai 2010 au petit Heysel, Bruxelles | 22 mai 2010 au petit Heysel, Bruxelles |
|  | [1] ASUB Waterloo                                  | 36                                                 |               |    | 22 mai 2010 au petit Heysel, Bruxelles | 22 mai 2010 au petit Heysel, Bruxelles |
|  | [4] RC Frameries                                   | 23                                                 |               |    | 22 mai 2010 au petit Heysel, Bruxelles | 22 mai 2010 au petit Heysel, Bruxelles |
|  | [4] RC Frameries                                   | 23                                                 | ASUB Waterloo | 16 |                                        |                                        |
|  | 16 mai 2010 au Plateau de la Foresterie, Boitsfort |                                                    | ASUB Waterloo | 16 |                                        |                                        |
|  |                                                    | Boitsfort RC                                       | 20            |    |                                        |                                        |
|  | [2] Boitsfort RC                                   | Boitsfort RC                                       | 20            | 36 |                                        |                                        |
|  | [2] Boitsfort RC                                   |                                                    |               | 36 |                                        |                                        |
|  | [3] Kituro RC                                      | 19                                                 |               |    |                                        |                                        |
|  | [3] Kituro RC                                      | 19                                                 |               |    |                                        |                                        |

## Résultats détaillés

### Phase régulière

#### Tableau synthétique des résultats
L'équipe qui reçoit est indiquée dans la colonne de gauche.
| Clubs         | ASU   | BRC   | KRC   | RCF   | RCS   | DRC   | COQ  | ROC   |
| ------------- | ----- | ----- | ----- | ----- | ----- | ----- | ---- | ----- |
| ASUB Waterloo |       | 23-26 | 18-10 | 22-15 | 8-6   | 56-5  | 15-6 | 29-3  |
| Boitsfort RC  | 11-16 |       | 20-6  | 17-12 | 23-12 | 56-0  | 63-0 | 56-0  |
| Kituro RC     | 13-24 | 19-13 |       | 33-10 | 11-10 | 30-28 | 28-0 | 12-14 |
| RC Frameries  | 15-19 | 3-31  | 19-6  |       | 12-11 | 26-0  | 36-6 | 26-10 |
| RC Soignies   | 17-18 | 31-19 | 14-13 | 26-20 |       | 20-19 | 28-7 | 35-8  |
| RC Visé       | 3-23  | 0-25  | 0-56  | 13-22 | 21-20 |       | 3-3  | 12-13 |
| Coq Mosan     | 9-11  | 5-35  | 8-9   | 6-18  | 20-17 | 12-9  |      | 0-3   |
| Ottignies     | 0-23  | 9-25  | 12-60 | 10-44 | 13-10 | 16-18 | 8-17 |       |

|  | Victoire à domicile |  | Match nul |  | Défaite à domicile |

#### Détail des résultats
Les points marqués par chaque équipe sont inscrits dans les colonnes centrales.

#### Évolution du classement
| Club            | 1 | 2 | 3 | 4 | 5 | 6 | 7 | 8 | 9 | 10 | 11 | 12 | 13 | 14 |
| --------------- | - | - | - | - | - | - | - | - | - | -- | -- | -- | -- | -- |
| ASUB Waterloo   | 2 | 1 | 4 | 1 | 2 | 1 | 2 | 1 | 1 | 1  | 1  | 1  | 1  | 1  |
| Boitsfort RC    | 8 | 3 | 3 | 2 | 1 | 2 | 1 | 2 | 2 | 2  | 2  | 2  | 2  | 2  |
| Kituro RC       | 6 | 8 | 6 | 5 | 4 | 4 | 4 | 5 | 5 | 5  | 3  | 3  | 3  | 3  |
| RC Frameries    | 7 | 5 | 2 | 4 | 3 | 3 | 3 | 3 | 3 | 3  | 5  | 4  | 4  | 4  |
| RC Soignies     | 1 | 4 | 5 | 7 | 7 | 8 | 6 | 4 | 4 | 4  | 4  | 5  | 5  | 5  |
| RC Visé         | 5 | 7 | 7 | 6 | 6 | 7 | 8 | 7 | 7 | 7  | 7  | 8  | 8  | 8  |
| ROC             | 3 | 2 | 1 | 3 | 5 | 5 | 5 | 6 | 6 | 6  | 6  | 6  | 6  | 6  |
| Rugby Coq Mosan | 4 | 6 | 8 | 8 | 8 | 6 | 7 | 8 | 8 | 8  | 8  | 7  | 7  | 7  |

### Phase finale

#### Demi-finales
| 16 mai 2010 | ASUB Waterloo | 36 — 23 (29 — 6) | RC Frameries | Complexe sportif du Pachy, Waterloo Arbitre : Didier Welfring |
| 16 mai 2010 |               |                  |              | Complexe sportif du Pachy, Waterloo Arbitre : Didier Welfring |
| 16 mai 2010 |               |                  |              | Complexe sportif du Pachy, Waterloo Arbitre : Didier Welfring |

| 16 mai 2010 | Boitsfort RC | 36 — 19 (13 — 9) | Kituro RC | Plateau de la Foresterie, Watermael-Boitsfort Arbitre : Ken Lambrechts |
| 16 mai 2010 |              |                  |           | Plateau de la Foresterie, Watermael-Boitsfort Arbitre : Ken Lambrechts |
| 16 mai 2010 |              |                  |           | Plateau de la Foresterie, Watermael-Boitsfort Arbitre : Ken Lambrechts |

#### Finale
| 22 mai 2010 | ASUB Waterloo                                  | 16 — 20 (6 — 10) | Boitsfort RC                                                              | petit Heysel, Bruxelles Arbitre : Luc Janssens |
| 22 mai 2010 | Essai(s) : Muls, Dubart Pénalité(s) : Verzin 2 |                  | Essai(s) : Guns, collectif Transformation(s) : Bruyère 2 Drop(s) : Guns 2 | petit Heysel, Bruxelles Arbitre : Luc Janssens |
| 22 mai 2010 |                                                |                  |                                                                           | petit Heysel, Bruxelles Arbitre : Luc Janssens |